# 熱闘!日本シリーズ
『熱闘!日本シリーズ』（ねっとう!にっぽんシリーズ）は、株式会社文藝春秋（文春）とフジテレビ映像企画部とが企画・編集・発行を手がけ、プロ野球日本シリーズ屈指の名勝負を年度別にダイジェストセレクションしたビデオソフト商品である。文春が発行するスポーツビデオソフトレーベル「Number Video」の一シリーズである。1996年発売開始。
発売当初はVHSのみであったが、2001年にはDVDバージョンも発売された。大手書店、レコード店、電器店などで購入できた。

## 発売されている作品
主に次の作品が発売されている。VHSの販売はフジテレビ、DVDの販売は東北新社である。
- 熱闘!日本シリーズ1976 阪急‐巨人

VHS - 1997年9月19日発売（90分）、DVD - 2001年10月25日（84分）
- 熱闘!日本シリーズ1978 ヤクルト‐阪急

VHS - 1997年6月18日発売（90分）、DVD - 2001年10月25日（93分）
- 熱闘!日本シリーズ1979 広島‐近鉄

VHS - 1996年7月19日発売（75分）、DVD - 2001年12月21日（89分）
- 熱闘!日本シリーズ1981 巨人‐日本ハム

VHS - 1998年7月18日発売（90分）、DVD - 2001年12月21日（77分）
- 熱闘!日本シリーズ1982 西武‐中日

VHS - 1998年7月17日発売（75分）、DVD - 2001年11月21日（91分）
- 熱闘!日本シリーズ1983 西武‐巨人

VHS - 1996年7月19日発売（75分）、DVD - 2001年11月21日（88分）
- 熱闘!日本シリーズ1985 阪神‐西武

VHS - 1996年8月21日発売（90分）、DVD - 2001年10月25日（85分）
- 熱闘!日本シリーズ1986 西武‐広島

VHS - 1999年9月17日発売（80分）、DVD - 2001年11月21日（95分）
- 熱闘!日本シリーズ1987 西武‐巨人

VHS - 1997年8月20日発売（90分）、DVD - 2001年11月21日（97分）
- 熱闘!日本シリーズ1989 巨人‐近鉄

VHS - 1996年9月20日発売（90分）、DVD - 2001年10月25日（88分）
- 熱闘!日本シリーズ1992 西武‐ヤクルト

VHS - 1998年8月19日発売（70分）、DVD - 2001年12月21日（97分）
- 熱闘!日本シリーズ1993 ヤクルト‐西武

VHS - 1999年7月16日発売（80分）、DVD - 2001年12月21日（94分）
- 熱闘!日本シリーズ1994 巨人‐西武

VHS - 1999年8月18日発売（80分）、DVD - 2001年12月21日（88分）

1976年から1994年までの中では、1977年・1980年・1984年・1988年・1990年・1991年が発売されていないが、このうち1984年以外は別の年に実現した同じ組み合わせのシリーズが発売されている（1984年は広島‐阪急で、この顔合わせは阪急の身売りまで1975年と1984年しか実現しなかった）。